# Copa América de beach soccer
La Copa América de beach soccer est une compétition de beach soccer ouverte aux nations d'Amérique. Elle se déroule tous les ans.

## Histoire
En 2012, en remportant son 12e succès consécutif et le 17e de suite contre son voisin mexicain, le Brésil s'adjuge une 8e Copa América,.
L'année suivante, le Brésil continue de survoler la compétition avec un 9e succès en autant d'éditions,,.
Pour la dixième tenue de l'épreuve en 2014, le Mexique, l'Argentine et Salvador accompagnent le Brésil du 3 au 5 janvier à Recife pour voir si enfin quelqu'un peut contester la suprématie des auriverde sur la compétition.

## Palmarès

### Par édition

#### BSWW
| #  | Édition | Lieu       | Vainqueur | 2e         | 3e        | 4e         |
| -- | ------- | ---------- | --------- | ---------- | --------- | ---------- |
| 1  | 1994    | Santos     | Brésil    | Uruguay    |           |            |
| 2  | 1995    | Santos     | Brésil    | Mexique    | Argentine | Canada     |
| 3  | 1996    | Salvador   | Brésil    | États-Unis | Canada    | Chili      |
| 4  | 1997    | Salvador   | Brésil    | Mexique    |           |            |
| 5  | 1998    | Salvador   | Brésil    | États-Unis |           |            |
| 6  | 1999    | Salvador   | Brésil    | États-Unis |           |            |
| 7  | 2003    | Campos     | Brésil    | Uruguay    | Pérou     | États-Unis |
| 8  | 2012    | Rio Quente | Brésil    | Mexique    | Argentine | États-Unis |
| 9  | 2013    | Santos     | Brésil    | Mexique    | Argentine | États-Unis |
| 10 | 2014    | Recife     | Brésil    | Argentine  | Mexique   | Salvador   |

#### CONMEBOL
| # | Édition | Lieu           | Vainqueur                                            | 2e                                                   | 3e                                                   | 4e                                                   |
| - | ------- | -------------- | ---------------------------------------------------- | ---------------------------------------------------- | ---------------------------------------------------- | ---------------------------------------------------- |
| 1 | 2016    | Santos         | Brésil                                               | Paraguay                                             | Venezuela                                            | Uruguay                                              |
| 2 | 2018    | Asia District  | Brésil                                               | Paraguay                                             | Uruguay                                              | Équateur                                             |
| - | 2020    | Rio de Janeiro | Édition annulée en raison de la pandémie de Covid-19 | Édition annulée en raison de la pandémie de Covid-19 | Édition annulée en raison de la pandémie de Covid-19 | Édition annulée en raison de la pandémie de Covid-19 |
| 3 | 2022    | Luque          | Paraguay                                             | Brésil                                               | Chili                                                | Venezuela                                            |
| 4 | 2023    | Rosario        | Brésil                                               | Argentine                                            | Colombie                                             | Paraguay                                             |
| 5 | 2025    | Iquique        | Brésil                                               | Paraguay                                             | Chili                                                | Colombie                                             |